# إيرف روبنز
إيرف روبنز (بالإنجليزية: Irv Robbins)‏ هو شخصية أعمال أمريكي وكندي، ولد في 6 ديسمبر 1917 في وينيبيغ في كندا، وتوفي في 5 مايو 2008 في رانتشو ميراج في الولايات المتحدة.

## وصلات خارجية
- إيرف روبنز على موقع إن إن دي بي (الإنجليزية)